# Solmaz, Tavas
Solmaz là một thị trấn thuộc huyện Tavas, tỉnh Denizli, Thổ Nhĩ Kỳ. Dân số thời điểm năm 2010 là 719 người.